# Urawa Red Diamonds
Urawa Red Diamonds (jap. 浦和レッドダイヤモンズ Urawa Reddo Daiyamonzu) – japoński klub piłkarski grający obecnie w J1 League. Klub ma siedzibę w mieście Saitama.

## Historia
Zespół ten został założony w 1950 roku jako drużyna sponsorowana przez Mitsubishi Heavy Industries, która grała wówczas w rozgrywkach Japońskiej Pierwszej Ligi. Nazwa klubu wywodzi się od czerwonego logo Mitsubishi, którego nazwa brzmi trzy diamenty (ang. three diamonds).
Swoje mecze domowe zespół Urawy rozgrywa na dwóch stadionach – mniejszym, liczącym 21 500 widzów, Urawa Komaba Stadium oraz większym, liczącym 63 700 Saitama Stadium 2002. Ten drugi stadion był jedną z aren Mistrzostw Świata 2002.
W sierpniu 2004 Urawa została zaproszona do Manchesteru na turniej Vodafone Cup, który miał być rozegrany na stadionie Old Trafford. W pierwszym meczu Japończycy przegrali 2:5 z argentyńskim Boca Juniors. Drugi mecz turnieju z Manchesterem United nie doszedł do skutku ze względu na wielką burzę jaka rozpętała się nad Manchesterem. 800 fanów Urawy, którzy przybyli z ojczyzny na ten mecz, dostało potem odszkodowanie.
W 2004 roku w Pierwszej Rundzie J-League zespół Reds zajął 3. miejsce, natomiast wygrał drugą rundę, dzięki czemu awansował do tzw. Suntory Championship (decydujący o mistrzostwie kraju dwumecz). Tam Urawa grała z drużyną Yokohama F. Marinos. Na stadionie w Jokohamie padł wynik 1:0 dla gospodarzy, w rewanżu w Saitamie 1:0 wygrała Urawa i o mistrzostwie zadecydowały rzuty karne, które wygrali piłkarze z Jokohamy.
W 2005 roku Urawa zakończyła sezon na drugim miejscu w J-League, tracąc tylko 1 punkt do nowego mistrza Gamby Osaka. 1 stycznia 2006 piłkarze Urawy osiągnęli sukces zdobywając Puchar Cesarza. W finale pokonali 2:1 zespół Shimizu S-Pulse. W sezonie 2006/2007 Urawa wygrała rozgrywki ojczystej ligi.
10 listopada 2022 trenerem Urawy został polski trener Maciej Skorża, pod którego wodzą Urawa Red Diamonds wygrała Ligę Mistrzów AFC w 2023.

## Sukcesy
- Mistrzostwo Japonii: 2006
- Puchar Cesarza: 1971, 1973, 1978, 1980, 2005, 2006, 2018, 2021
- Puchar Ligi: 2003
- Superpuchar Japonii: 2006, 2022
- Wicemistrzostwo kraju: 2004, 2005, 2007
- Zwycięzca Ligi Mistrzów AFC: 2007, 2017, 2023[2]

## Występy w lidze
- 1993 – J1, 10. miejsce
- 1994 – J1, 12. miejsce
- 1995 – J1, 4. miejsce
- 1996 – J1, 6. miejsce
- 1997 – J1, 10. miejsce
- 1998 – J1, 6. miejsce
- 1999 – J1, 15. miejsce, spadek
- 2000 – J2, 2. miejsce, awans
- 2001 – J1, 10. miejsce
- 2002 – J1, 11. miejsce
- 2003 – J1, 6. miejsce
- 2004 – J1, 2. miejsce
- 2005 – J1, 2. miejsce
- 2006 – J1, 1. miejsce
- 2007 – J1, 2. miejsce
- 2008 – J1, 7. miejsce
- 2009 – J1, 6. miejsce
- 2010 – J1, 10. miejsce
- 2011 – J1, 15. miejsce
- 2012 – J1, 3. miejsce
- 2013 – J1, 6. miejsce
- 2014 – J1, 2. miejsce
- 2015 – J1, 3. miejsce
- 2016 – J1, 2. miejsce
- 2017 – J1, 7. miejsce
- 2018 – J1, 5. miejsce
- 2019 – J1, 14. miejsce
- 2020 – J1, 10. miejsce
- 2021 – J1, 6. miejsce
- 2022 – J1, 9. miejsce
- 2023 - J1, 4. miejsce
- 2024 - J1, 13. miejsce